# تی‌ال‌سی: میزها، نردبان‌ها و صندلی‌ها (۲۰۱۷)
تی‌ال‌سی: میزها، نردبان‌ها و صندلی‌ها (۲۰۱۷) (به انگلیسی: TLC: Tables, Ladders & Chairs) یک رویداد غیر رایگان (Pay-Per-View) در کشتی حرفه‌ای می‌باشد که توسط کمپانی دبلیودبلیوئی تهیه می‌شود و این دوره اش هم در ۲۲ اکتبر ۲۰۱۷ در مجموعه ورزشی تارگت سنتر شهر مینیاپولیس ایالت مینه‌سوتا برگزار شد. این نهمین رویداد تحت عنوان تی‌ال‌سی: میزها، نردبان‌ها و صندلی‌ها بود.
هشت مسابقه در این رویداد برگزار شد که در یکی از آن‌ها قرار بود بری وایت مقابل فین بلر قرار گیرد و در مسابقه اصلی هم قرار بود شیلد مقابل د بار، د میز، براون استرومن و کین مسابقه دهند که به دلایل پزشکی، ای‌جی استایلز جایگزین وایت و کرت انگل جایگزین رومن رینز شد. با این حال بَلِر مقابل استایلز پیروز شد و در مسابقه اصلی هم، تیم سث رالینز، دین امبروز و انگِل مقابل تیم د میز به برتری رسید. این بازگشت ناگهانی انگل، پس از ۱۱ سال دوری از مسابقات در دبلیودبلیوئی اتفاق افتاد. دیگر نکته مهم این رویداد اولین مسابقه آسکا در بخش اصلی دبلیودبلیوئی بود و او موفق شد اِما را شکست دهد.

## زمینه‌سازی
تی‌ال‌سی شامل مسابقاتی بین دشمنی‌های موجود، ماجراهای پیش آمده و استوری‌هایی خواهد بود که پیش از این در برنامه راو پخش شده بود. کشتی‌گیرها با توجه به مسابقات یا سری اتفاقاتی که برایشان رخ می‌دهد و تنش را به حد اکثر می‌رساند، نقش منفی یا قهرمان به خود می‌گیرند.
در راو ۲ اکتبر ۲۰۱۷ بعد از اینکه براون استرومن به سث رالینز و دین امبروز حمله کرد، سِزارو و شیمس وارد رینگ شدند و آن‌ها هم به رالینز و امبروز حمله کردند. بعدتر در همان شب، سزارو و شیمس در مسابقه رومن رینز و د میز که بر سر کمربند بین قاره‌ای میز بود دخالت کردند و سپس به همراه د میز بر روی رینز حرکت تمام‌کننده شیلد یعنی تریپل پاوربام را اجرا کرده و شیلد را مورد تمسخر قرار دادند. گروه شیلد در راو ۹ اکتبر، بار دیگر رسماً با هم متحد شدند و در همان شب، ابتدا به سِزارو و شیمس و کورتیس اکسل حمله کردند و د میز را تریپل پاوربام کردند و پس از آن هم سراغ براون استرومن رفتند و با حرکت تمام‌کننده خود یعنی تریپل پاوربام، او را به درون میز گزارشگران کوبیدند تا حضور خود را محسوس‌تر کنند. در همان شب، کرت انگل اعلام کرد که در تی‌ال‌سی، شیلد مقابل د میز، د بار(شیمس و سزارو) و براون استرومن مسابقه خواهند داد. هفته بعد در راو، شیلد با پوشش قدیمی خود از میان تماشاگران وارد رینگ شدند و بار دیگر اعلام کردند که فرقی نمی‌کند با چند نفر مبارزه می‌کنند؛ چرا که آن‌ها همیشه پیروز خواهند بود. در همان شب، رالینز و امبروز طی مسابقه‌ای مقابل شیمس و سزارو، از کمربندهای تگ تیم خود دفاع کردند. ولی رینز که بعدرتر در همان شب با استرومن درون قفس فولادی مسابقه داشت، بازی را باخت، چرا که کین ناگهان از زیر رینگ درآمد و به رینز حمله کرد. سپس میز اعلام کرد که کین هم پنجمین عضو تیم او در مسابقه با شیلد در تی‌ال‌سی خواهد بود. بعدتر به دلیل آنچه مشکل پزشکی عنوان شد (احتمالاً مننژیت یا اوریون)، رومن رینز از حضور در این مسابقه بازماند و قرار شد کرت انگل به جای او در کنار امبروز و رالینز مسابقه دهد. این اولین مسابقه انگل در دبلیودبلیوئی پس از ۱۱ سال یعنی پس از سال ۲۰۰۶ بود. همین اتفاق برای بری وایت افتاد تا ای‌جی استایلز مقابل فین بلر قرار گیرد.

## نتایج
| #                                                                                                 | نتایج                                                                                 | نوع مسابقه                                              | مدت زمان |
| ------------------------------------------------------------------------------------------------- | ------------------------------------------------------------------------------------- | ------------------------------------------------------- | -------- |
| ۱پ                                                                                                | ساشا بنکس پیروز مقابل آلیشا فاکس با تسلیم                                             | مسابقه تک نفره                                          | ۱۱:۰۰    |
| ۲                                                                                                 | آسکا پیروز مقابل اِما با تسلیم                                                         | مسابقه تک نفره                                          | ۹:۲۵     |
| ۳                                                                                                 | سدریک الکساندر و ریچ سوان پیروز مقابل د براین کندریک و جنتلمن جک گالهر                | مسابقه تگ تیم                                           | ۸:۰۰     |
| ۴                                                                                                 | الکسا بلیس (c) پیروز مقابل میکی جیمز                                                  | مسابقه تک نفره برای قهرمانی کمربند زنان راو             | ۱۱:۲۵    |
| ۵                                                                                                 | انزو اموره پیروز مقابل کالیستو (c)                                                    | مسابقه تک نفره برای قهرمانی کمربند میان‌وزن دبلیودبلیوئی | ۸:۴۵     |
| ۶                                                                                                 | "د دیمن" فین بَلر پیروز مقابل ای‌جی استایلز                                             | مسابقه تک نفره                                          | ۱۸:۲۰    |
| ۷                                                                                                 | جیسون جردن پیروز مقابل اِلایس                                                          | مسابقه تک نفره                                          | ۸:۵۰     |
| ۸                                                                                                 | کرت انگل، دین امبروز و سث رالینز پیروز مقابل د میز، براون استرومن، سِزارو و شیمس و کین | مسابقه میزها، نردبان‌ها و صندلی‌ها با آوانس ۵ به ۳        | ۳۵:۲۵    |
| - (c) – نشان‌دهنده قهرمان(هایی) است که به میدان می‌روند - پ – نشان‌دهنده این است که مسابقه در پری–شو |                                                                                       |                                                         |          |

## موضوعات مرتبط
- دبلیودبلیوئی تی‌ال‌سی: میزها، نردبان‌ها و صندلی‌ها
- فهرست قهرمانان کنونی دبلیودبلیوئی